# Effet Jahn-Teller

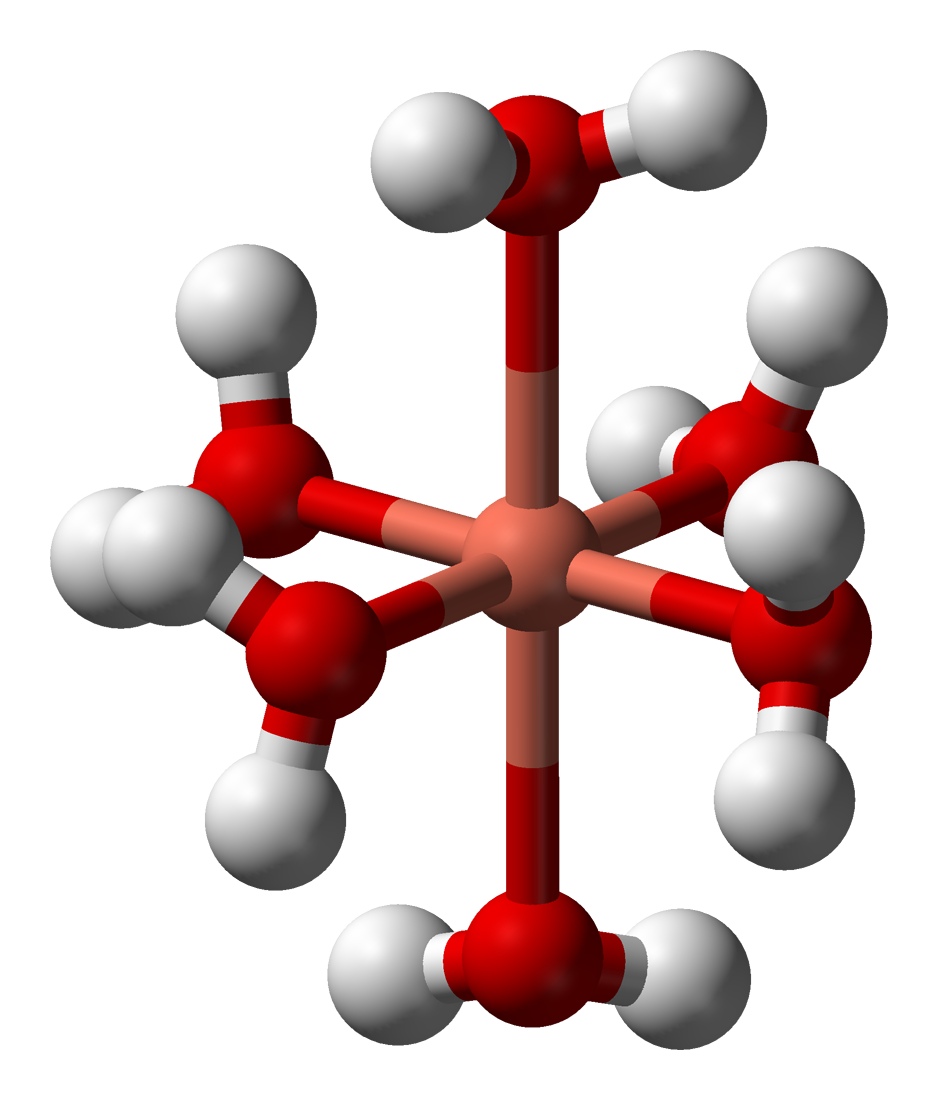
L’effet Jahn-Teller est responsable de la distorsion du complexe hexaaquacuivre(II), 2+, qui devrait posséder une géométrie octaédrique. Les deux liaisons Cu-O axiales mesurent environ 238 pm, alors que les quatre liaisons Cu-O équatoriales mesurent environ 195 pm.

L’effet Jahn-Teller, connu aussi en tant que « Distorsion Jahn-Teller », décrit la distorsion de la géométrie des molécules non linéaires dans certaines situations. Historiquement, cet effet a été proposé dans un théorème publié en 1937 par Hermann Arthur Jahn et Edward Teller, dans lequel ils démontrent que toute molécule non linéaire possédant un niveau électronique fondamental dégénéré subira une distorsion géométrique qui lèvera cette dégénérescence, ce qui aura pour effet de diminuer l’énergie totale de la molécule.
Cet effet est observé dans les complexes octaédriques de certains métaux de transition hexacoordonnés, en particulier, le cuivre(II), le chrome(II) et le manganèse(III). Placées dans un champ de ligands octaédrique, les cinq orbitales d dégénérées d'un métal de transition se subdivisent en deux groupes d'orbitales, notés T (dxy, dxz et dyz) et Eg (dx2−y2 et dz2). Les orbitales T2g sont donc triplement dégénérées tandis que les orbitales Eg sont doublement dégénérées. L’ion Cu2+ étant de configuration d9, le niveau Eg contient trois électrons dont l’un n'est pas apparié. Les deux orbitales du niveau Eg étant dégénérées, l’électron célibataire peut se placer indifféremment dans l’une ou l’autre des orbitales dx2−y2 ou dz2, conduisant à l’existence d’un niveau fondamental dégénéré, ce qui donne lieu à l'effet Jahn-Teller. Ce type de complexe subit une distorsion le long d’un des axes de symétrie quaternaire (que l’on désigne comme étant l’axe « z »), ce qui a pour effet de lever la dégénérescence orbitalaire et de diminuer l’énergie totale du complexe. Cette distorsion se manifeste généralement par une élongation des distances métal–ligand le long de l’axe z, mais peut occasionnellement provoquer un raccourcissement de cette liaison (le théorème de Jahn-Teller ne prédit pas la direction de la distorsion, mais l’existence de géométries instables). Lorsque ce type de distorsion se produit, cela a pour effet de diminuer l'énergie électronique du complexe. Selon la théorie du champ cristallin, la répulsion électrostatique entre le doublet électronique du ligand, qui est une base de Lewis, et les électrons du métal central possédant une composante selon l’axe z, diminuant ainsi l’énergie du complexe. Selon la théorie du champ de ligands, la stabilisation s'apprécie par le fait que la modification des niveaux d'énergie des orbitales affectées par la distorsion stabilise plus d'électrons qu'elle n'en déstabilise. 
Dans les complexes octaédriques, l’effet Jahn-Teller est principalement observable lorsqu'un nombre impair d’électrons occupe le niveau Eg. Cette condition est vérifiée lorsque le métal possède une configuration d9 ou d4 haut spin (champ faible), ou d7 bas spin (champ fort) pour lesquels l’état fondamental du complexe octaédrique théorique est dégénéré (Eg3 ou Eg1). On devrait également observer un effet Jahn-Teller lorsque les orbitales T2g ne sont pas complètes. Mais les orbitales Eg, contrairement aux orbitales T2g, pointent vers les ligands, ce qui rend la distorsion beaucoup plus forte dans le premier cas que dans l’autre. Les effets attendus pour les complexes de coordination octaédriques sont présentés dans la table ci-dessous :
| Nombre d'électrons {\displaystyle d} | 1 | 2 | 3 | 4 | 5 | 6 | 7 | 8 | 9 |
| ------------------------------------ | - | - | - | - | - | - | - | - | - |
| Haut spin*                           | – | – | – | F | 0 | f | f | – | – |
|                                      | f | f | 0 | – | – | – | – | 0 | F |
| Bas spin*                            | – | – | – | f | f | 0 | F | – | – |

avec f : faible effet Jahn-Teller attendu (dégénérescence orbitalaire impliquant les orbitales T2g) ; F : fort effet Jahn-Teller attendu (dégénérescence orbitalaire impliquant les orbitales Eg) ; 0 : pas d’effet Jahn-Teller. * bas spin et haut spin ne sont pas définis pour d1, d2, d3, d8 et d9, dans les autres cas, lire la ligne du milieu.
L’effet Jahn-Teller peut être observé expérimentalement en étudiant l’absorbance dans le spectre UV-visible de composés inorganiques, dans lesquels il provoque souvent le dédoublement de certaines bandes spectrales.
Il existe également un effet Jahn-Teller dit de second ordre. Celui-ci est dû à la faible différence d'énergie entre deux orbitales remplies et vides. La distorsion entraînée par l'effet Jahn-Teller du second ordre est plus importante que celle induite par l'effet Jahn-Teller plus général. L'effet Jahn-Teller du second ordre est observé dans les titano-zirconates de plomb (ou PZT).